# 石口十
石口 十（いしぐち じゅう）は、日本の漫画家、イラストレーター。
ウルトラジャンプ主催のマンガ賞「ウルトラ漫画賞」において、2009年9月第6回にて「ネコの果実」が奨励賞を受賞。2011年3月第12回にて「GOTHEN TUNER」が奨励賞を受賞。角川漫画新人賞でガンダムエース特別賞を受賞。森田崇の元でアシスタント業を経て、2012年『機動戦士ガンダムSEED Re:』で漫画家デビュー。
ペンネームの由来は本名の名字である「石田」の文字を分解した物から。

## 作品リスト
読み切り
- ネコの果実（2009年、『ウルトラジャンプ』WEB増刊号『ウルトラジャンプエッグ』掲載）
- GOTHEN TUNER（2011年、『ウルトラジャンプ』WEB増刊号『ウルトラジャンプエッグ』掲載）
- 機動戦士ガンダムSEED C.E.71 心の傷跡（2011年、『ガンダムエース』掲載）※イシグチジュウ名義

連載
- 機動戦士ガンダムSEED Re:（2012年 - 、『ガンダムエース』連載）
- 無双航路 転生して宇宙戦艦のAIになりました（原作：松屋大好、2020年、『水曜日のシリウス』連載）
- 勇者小隊 寡黙勇者は流されない （2021年 - 2022年、『マガポケ』隔週連載）
- あたしは星間国家の英雄騎士!（2023年、『コミックガルド』連載）
- ゴジラ ギャラクシーオデッセイ（2025年No.12 - 、『ヤングチャンピオン』連載）

アニメ
- ソードアート・オンライン オルタナティブ ガンゲイル・オンライン（2018年、メカニックデザイン・銃器作画監督）
- Fairy gone フェアリーゴーン（2019年、銃器デザイン）
- BLACKFOX（2019年、美術デザイン）
- ライフル・イズ・ビューティフル（2019年、プロップデザイン・美術デザイン）
- あの日の心をとらえて（2019年、モビリティデザイン）[1][2]
- A3!（2020年、美術デザイン）
- ヒーラー・ガール（2022年、美術デザイン）
- 「あなたを一言で表してください」の質問が苦手だ。（2022年、メカニックデザイン・メカニック作画監督）
- 私のハッシュタグが映えなくて。（2023年、メカニックデザイン）
- THE MARGINAL SERVICE（2023年、メカニックデザイン・美術デザイン）

ドラマCD
- 恋煩いの人形たち 〜心に寄り添う黒の双姫〜（2020年、イラスト・キャラクターデザイン・プロップデザイン[3][4]）

プロモーションビデオ
- 勇者小隊 寡黙勇者は流されない（2021年、ブレイブハーツ、宮下翔一との共同、自費投資制作[5][6]）

## 関連人物
森田崇
アシスタントとして従事。ガンダム関係のコミック作品において、メカ作画を担当している。
宮下翔一
石口主導のプロモーションビデオの制作に参加。その他石口が関わった作品において脚本などを担当。
太田垣康男
アシスタントとして従事。『機動戦士ガンダム サンダーボルト』でメカ作画を担当した。